# ツノメドリ属
ツノメドリ属（ツノメドリぞく、Fratercula）は、鳥綱チドリ目ウミスズメ科に属する属。

## 分布
北大西洋、北太平洋

## 形態
全長35-41 cm。上面は黒、胸部から腹部にかけては白い羽毛で覆われる。属名Fraterculaはラテン語で「小さな修道士」を指すfraterculusに由来し、ニシツノメドリの形態が黒衣の修道士を連想させることに由来する。
嘴は太く大型。
夏羽は顔が白い羽毛で覆われるが、冬羽は顔が黒い羽毛で覆われる。

## 分類
エトピリカ属（Lunda）を本属に含む説もある。
- Lunda chirrhata　エトピリカ　Tufted puffin
- Fratercula arctica　ニシツノメドリ　Common puffin
- Fratercula corniculata　ツノメドリ　Horned puffin

## 生態
海洋に生息する。群れを形成し生活する。
食性は動物食で、魚類、甲殻類などを食べる。
繁殖形態は卵生。集団繁殖地（コロニー）を形成する。岩礁の土壌に穴を掘ったり、岩の隙間などに巣を作る。

## 画像

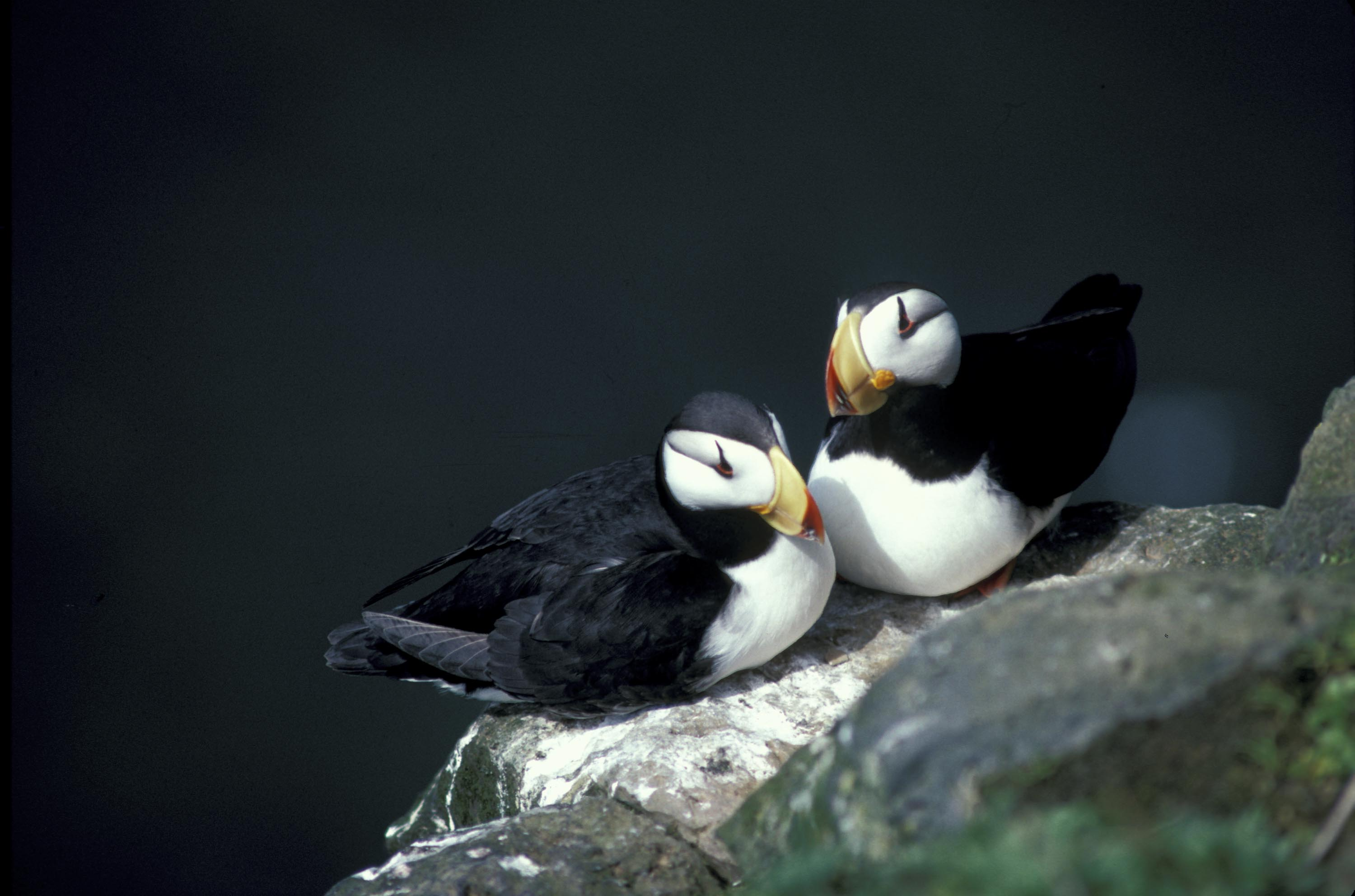
ツノメドリ F. corniculata
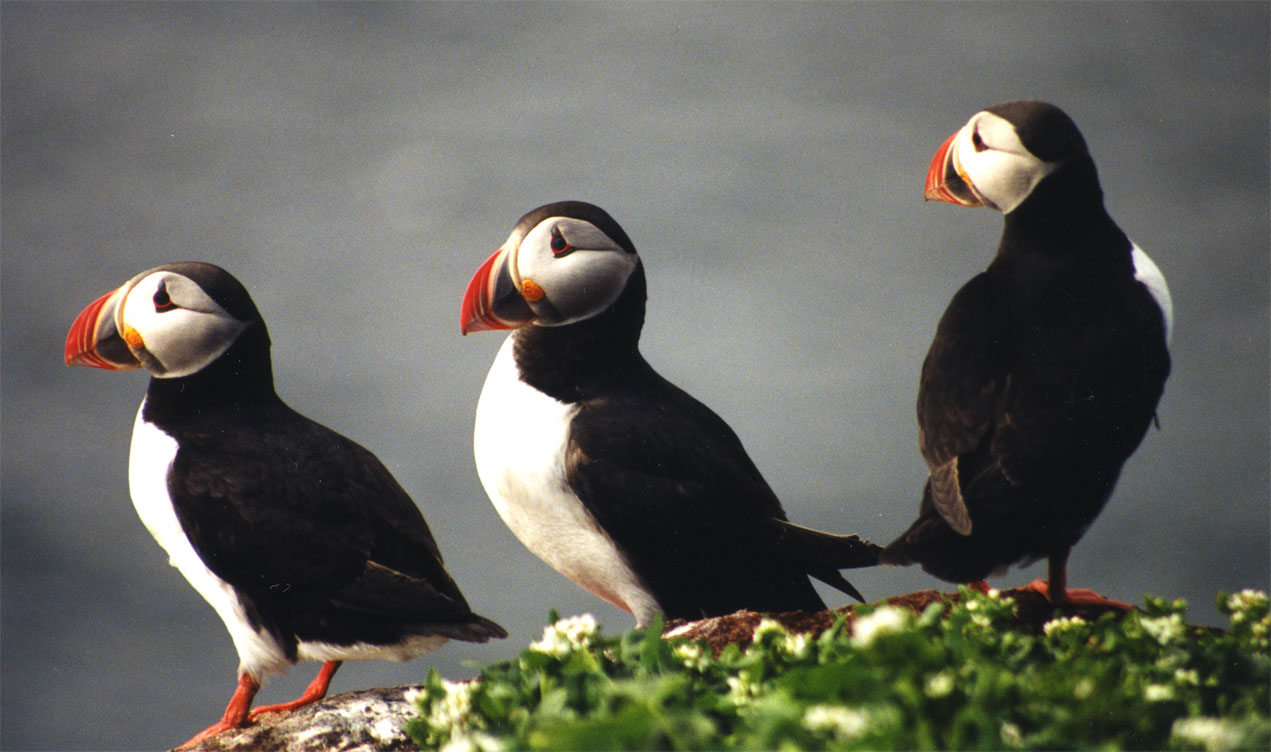
ニシツノメドリ Fratercula arctica